# エリザベス・テイラー (陸上選手)
エリザベス・テイラー（Elizabeth "Betty" Garner Taylor、1916年2月22日 - 1977年2月2日）は、カナダの陸上競技選手である。彼女は1936年に開催されたベルリンオリンピックの80メートルハードル走に出場して、銅メダルを獲得した。

## 経歴
エリザベス・テイラーは、1916年にオンタリオ州インガソル（en:Ingersoll, Ontario）で誕生した。
彼女は1932年ロサンゼルスオリンピックと1936年のベルリンオリンピックの2大会連続で、女子陸上競技80メートルハードル走に出場している。ロサンゼルスオリンピックでは1次予選の第1組で4位に終わり、決勝に進出できなかった。
次のベルリンオリンピックでは、1次予選を1位、準決勝を2位で通過して決勝に臨んだ。決勝は1位から4位の選手が同タイムという熾烈な争いになったが、テイラーはイタリア代表のトレビゾンダ・ヴァッラ、ドイツ代表のアンニ・シュトイヤーに続いて銅メダル獲得を果たした。
テイラーは1934年にロンドンで開催されたコモンウェルスゲームズで、80メートルハードル走で銀メダルを獲得している。